# Сполошино
Споло́шино — упразднённое село в Киренском районе Иркутской области России. Входило в Петропавловское муниципальное образование. Исключено из учётных данных в 2023 году.

## География
Находится на правом берегу реки Лена, у озера
Исток, в 15 км (с учётом паромной переправы) к северо-востоку от центра сельского поселения, села Петропавловское.

## История
Сгорело в мае 2019 года, в 2020 году все жители были переселены в Киренский район.
В апреле 2023 года был принят закон об упразднении села.

## Население
| 2002 | 2010 | 2011 | 2012 |
| ---- | ---- | ---- | ---- |
| 97   | ↘24  | →24  | ↘22  |

## Транспорт
Паромная переправа Усть-Кут — Ленск